# ۶۵ برادوی
۶۵ برادوی (انگلیسی: 65 Broadway) با نام سابق ساختمان امریکن اکسپرس یک ساختمان اداری در خیابان برادوی، منهتن، نیویورک است.
این ساختمان که در سال ۱۹۱۶ شروع به ساخت و در سال ۱۹۱۷ افتتاح شده‌است دارای ۲۱ طبقه و ۷۰٫۸۹ متر ارتفاع می‌باشد.

## نگارخانه

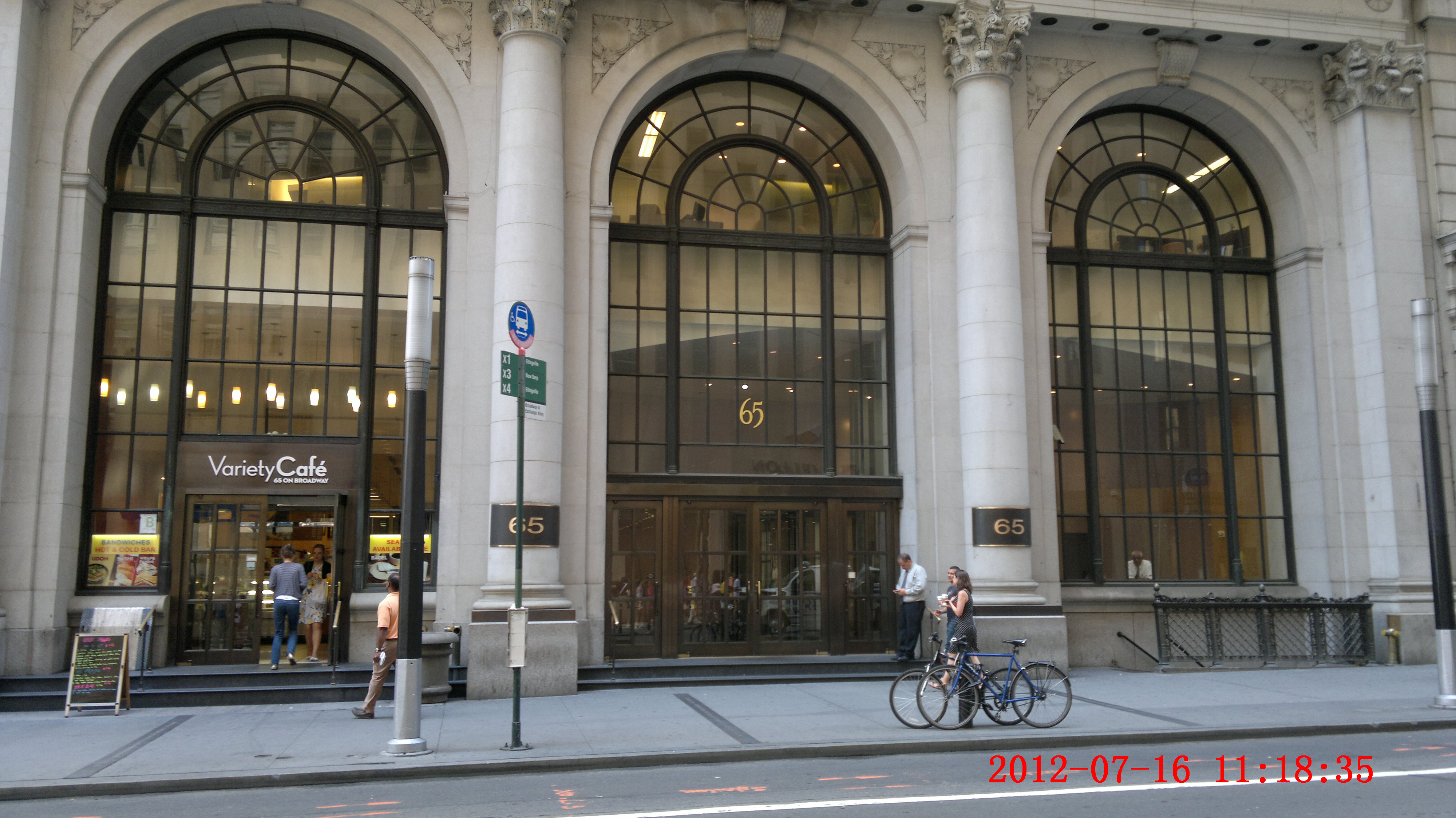
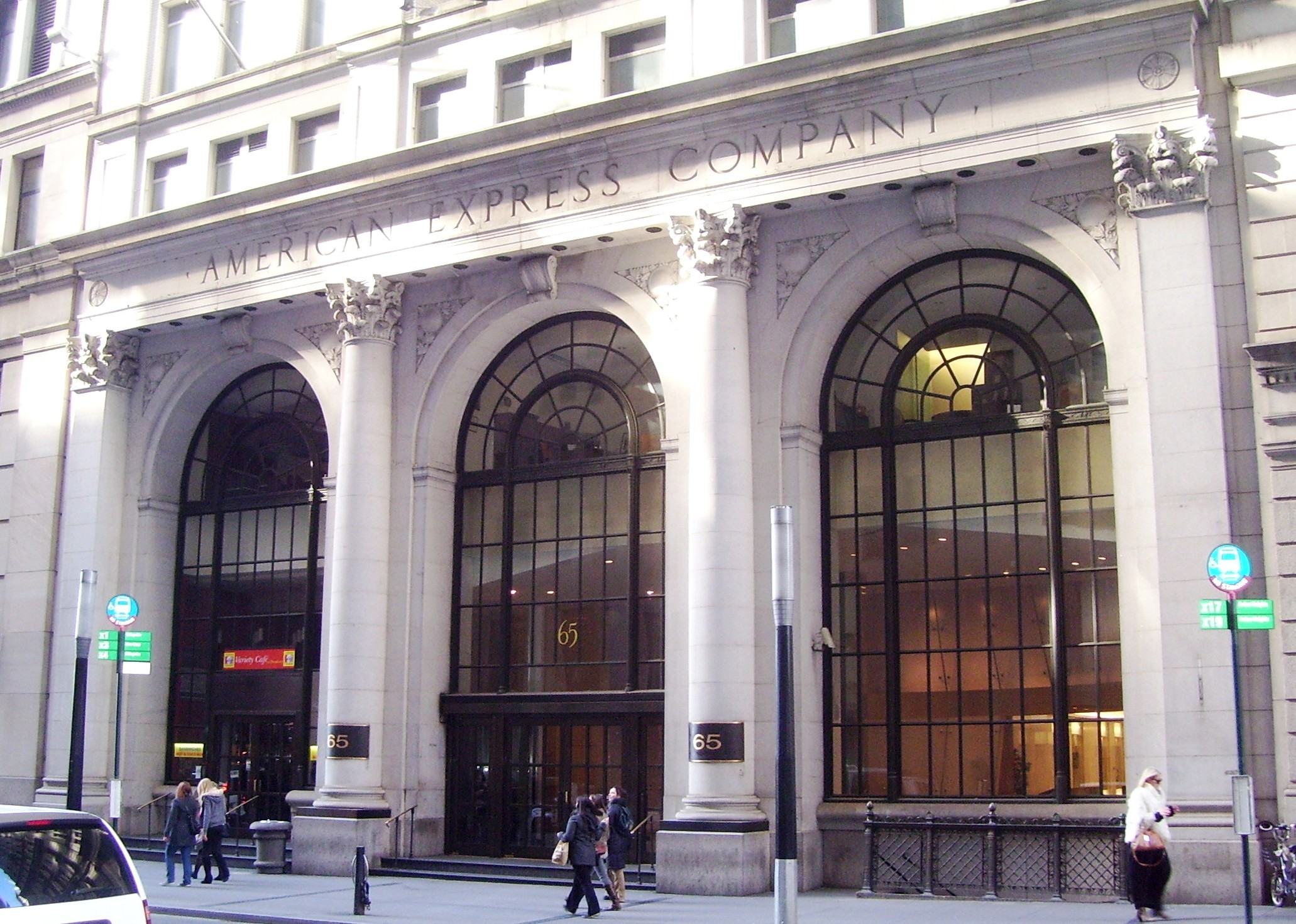
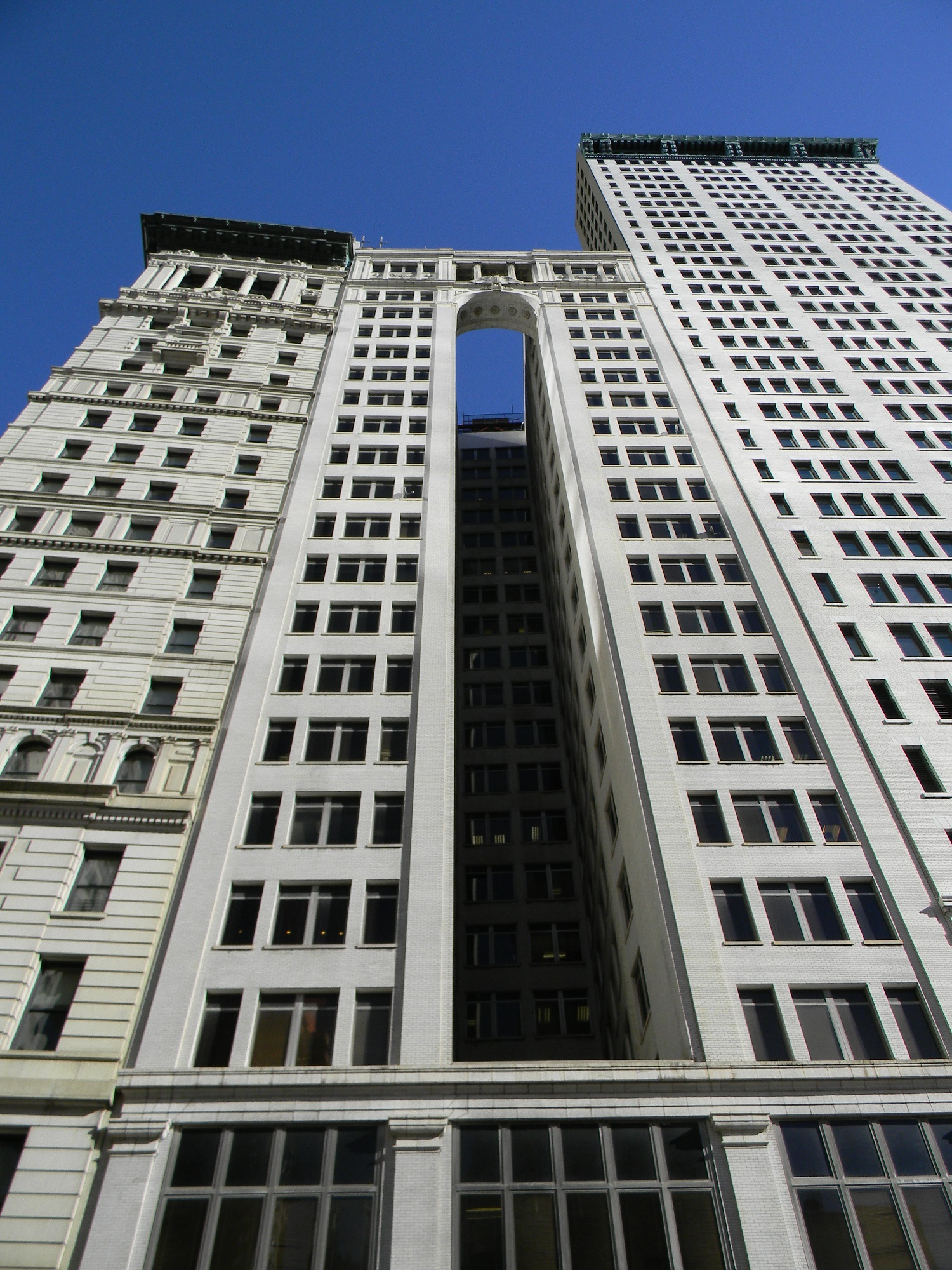
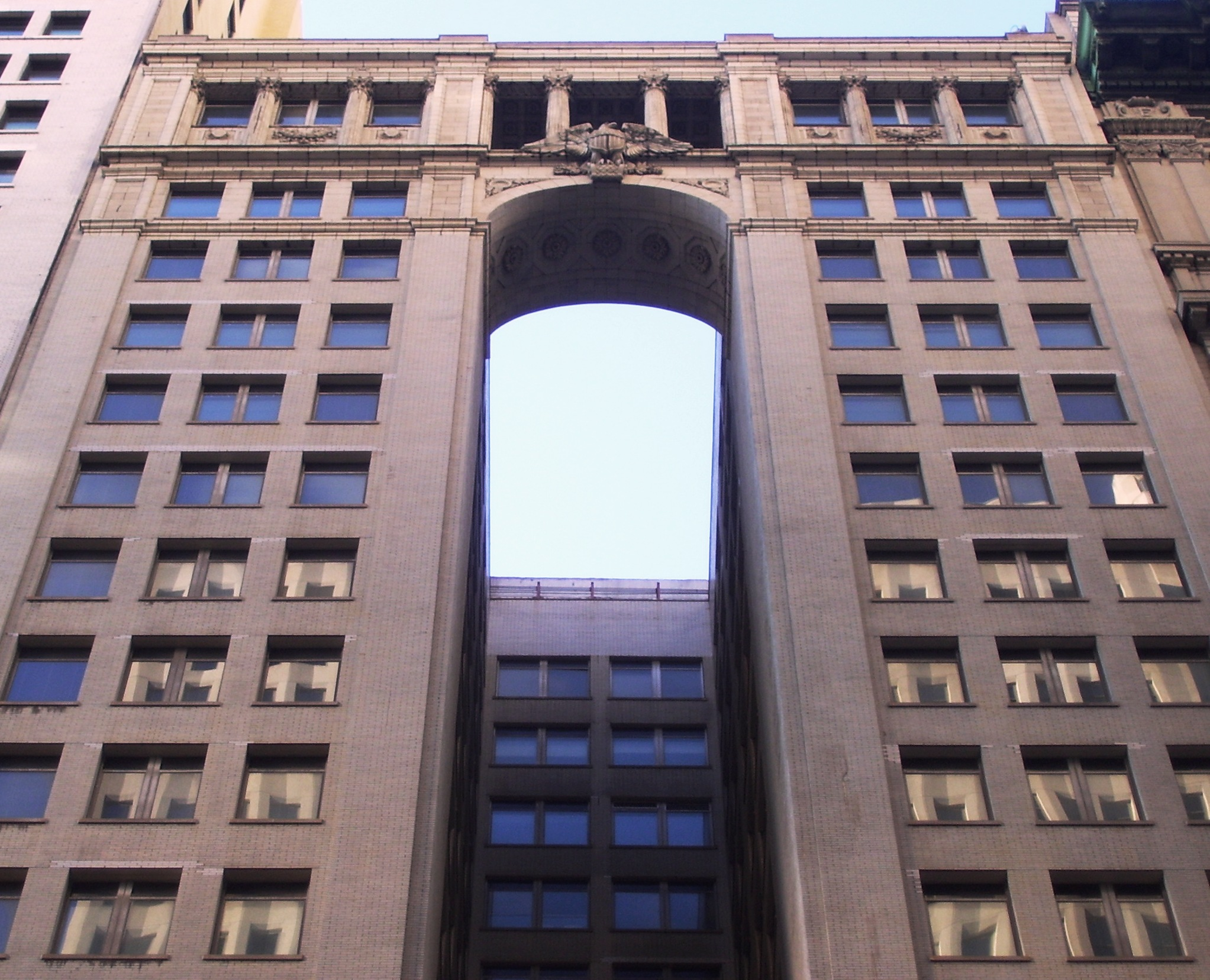